# Спорткомплекс имени Макса Шмелинга
Дворец спорта имени Макса Шмелинга или Макс-Шмелинг-халле (нем. Max-Schmeling-Halle) — многоцелевой спортивный комплекс в городе Берлин в Германии. Церемония открытия прошла 14 декабря 1996 года. Вместимость комплекса 11 900 зрителей.
Спортивный комплекс назван в честь известного немецкого боксёра, чемпиона мира в тяжелом весе Макса Шмелинга.

## Расположение
Спорткомплекс расположен в бывшей приграничной зоне Берлинской стены, недалеко от Мауэрпарка и рядом с Фридрих-Людвиг-Ян-Шпортпарком в районе Пренцлауэр-Берг, округ Панков.

## Использование

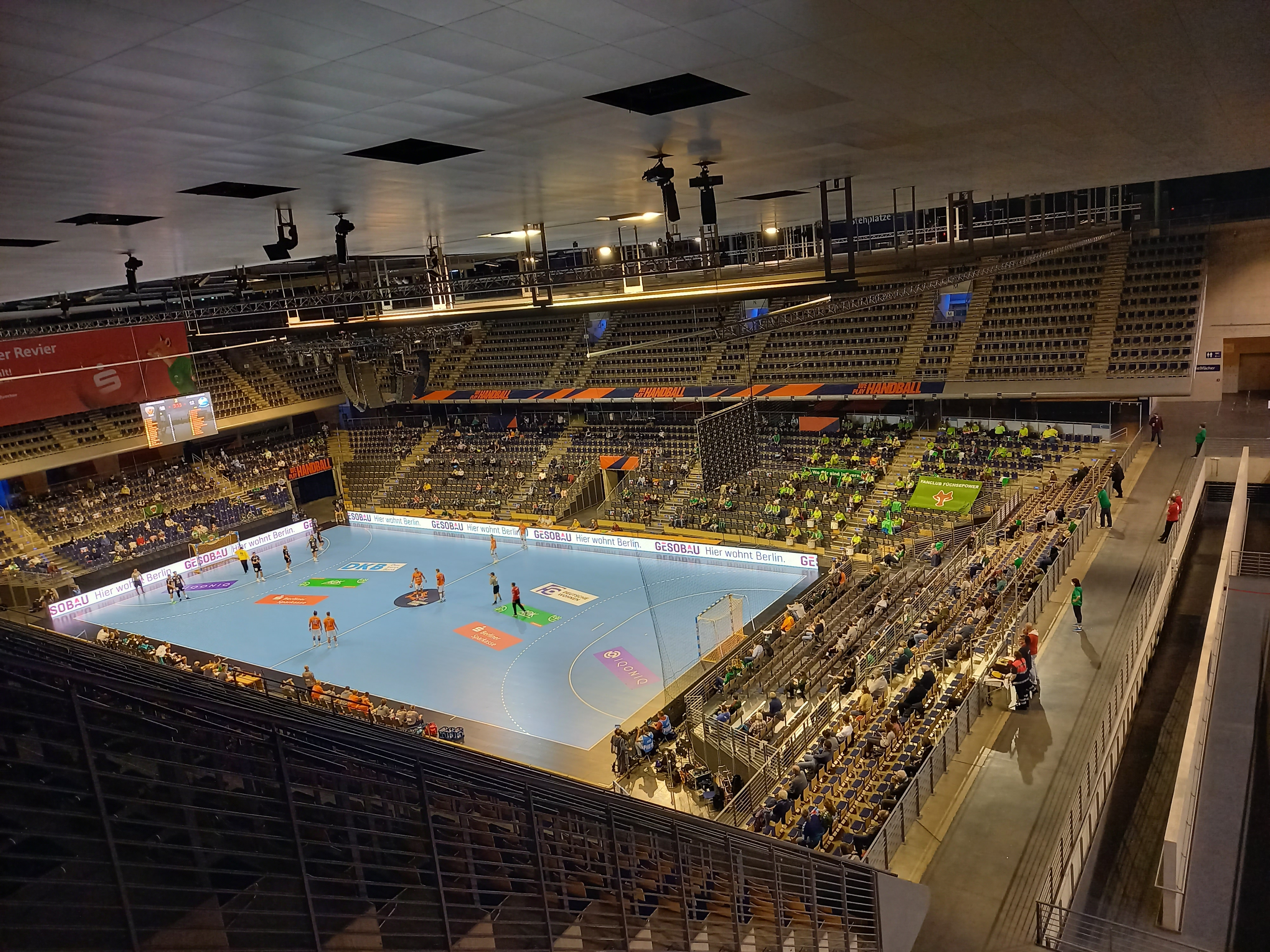
Матч по гандболу в спорткомплексе в октябре 2020 года.

Первоначально планировался как боксерский зал в рамках заявки Берлина на летние Олимпийские игры 2000 года, а затем был расширен до многофункционального спортивного комплекса. Сегодня арена с её трибунами является домом для волейбольной команды Бундеслиги Berlin Recycling Volleys и гандбольного клуба Füchse Berlin. Помимо всех видов спорта с мячом, здесь также проводятся многочисленные соревнования по другим видам спорта, включая бокс, танцы, черлидинг, настольный теннис, боевые искусства и хоккей в помещении. Зал вмещает до 8 500 зрителей; на концертах возможно до 11 900 посетителей. Благодаря своей многофункциональности, зал также подходит и трансформируется для проведения мероприятий всех видов.
Гранд-финал Лиги чемпионов ЕКВ 2019 года прошел на арене, а следующий турнир, Финал 2020 года, также планировалось провести на арене, пока его не перенесли в спорткомплекс PalaOlimpia в Вероне, Италия, как и Финал 2021 года. Здесь пройдут матчи группового этапа женского чемпионата мира по баскетболу 2026 года.